# Atyphella leucura
Atyphella leucura is een keversoort uit de familie glimwormen (Lampyridae). De wetenschappelijke naam van de soort werd voor het eerst geldig gepubliceerd in 1906 door Olivier als Luciola leucura.